# Xã Kelly, Quận Warren, Illinois
Xã Kelly (tiếng Anh: Kelly Township) là một xã thuộc quận Warren, tiểu bang Illinois, Hoa Kỳ. Năm 2010, dân số của xã này là 346 người.